# Waschptah
Waschptah, mit zweitem Namen Izi, war ein altägyptischer Beamter der 5. Dynastie unter König Neferirkare. Sein wichtigster Titel war der eines Wesirs. Damit war er nach dem König (Pharao) der wichtigste Mann im Staat. Neben dem Titel eines Wesirs trug er noch andere wichtige Titel wie „Vorsteher aller Arbeiten des Königs“ und „Vorsteher der Schreiber der Urkunden des Königs“.
Waschptah ist vor allem von seiner Mastaba Nr. 24 = D 38 in Sakkara bekannt. Dort fand sich eine stark zerstörte biographische Inschrift, die davon berichtet, dass Waschptah ein Bauprojekt des Königs besichtigte und dort anscheinend einen Unfall hatte. Der König ließ Hilfe kommen, doch scheint Waschptah ums Leben gekommen zu sein. Der Herrscher ordnete den Bau eines Grabes und die Einrichtung eines Totenkultes an. Die Inschrift selbst stammt von dem ältesten Sohn von Waschptah.